# 1253
| [ Edytuj tabelę ]                          |                                                                              |
| Książę Małopolski                          | - 1243 Bolesław V Wstydliwy 1279                                             |
| Książę Wielkopolski                        | - 1239 Przemysł I 1257 - 1239 Bolesław Pobożny 1279                          |
| Król Angkoru                               | - 1244 Dżajawarman VIII 1295                                                 |
| Król Anglii                                | - 1216 Henryk III 1272                                                       |
| Król Aragonii i Walencji, hrabia Barcelony | - 1213 Jakub I Zdobywca 1276                                                 |
| Książę Bawarii                             | - 1231 Otto II 1253                                                          |
| Margrabia Brandenburgii                    | - 1220 Otto III 1267                                                         |
| Książę Burgundii                           | - 1218 Hugo IV 1272                                                          |
| Książę Dolnej Bawarii                      | - 1253 Henryk XIII 1290                                                      |
| Książę Górnej Bawarii                      | - 1253 Ludwik II 1294                                                        |
| Cesarz Bizancjum                           | - 1222 Jan III Dukas Watatzes 1254                                           |
| Car Bułgarii                               | - 1246 Michał I Asen 1256                                                    |
| Cesarz Chin                                | - 1224 Song Lizong 1264                                                      |
| Król Cypru                                 | - 1218 Henryk I 1253 - 1253 Hugo II 1267                                     |
| Król Czech                                 | - 1230 Wacław I 1253 - 1253 Przemysł Ottokar II 1278                         |
| Król Danii                                 | - 1252 Krzysztof I 1259                                                      |
| Władca Egiptu                              | - 1250 Ajbak 1257                                                            |
| Król Francji                               | - 1226 Ludwik IX Święty 1270                                                 |
| Król Gruzji                                | - 1246 Dawid VI Narin 1259                                                   |
| Hrabia Holandii                            | - 1234 Wilhelm II 1256                                                       |
| Cesarz Japonii                             | - 1246 Go-Fukakusa 1259                                                      |
| Kalif                                      | - 1242 Al-Must’asim 1258                                                     |
| Król Kastylii i Leónu                      | - 1252 Alfons X Mądry 1284                                                   |
| Patriarcha Konstantynopola                 | - 1244 Manuel II 1255                                                        |
| Władca Korei                               | - 1213 Kojong 1259                                                           |
| Wielki książę litewski                     | - 1240 Mendog 1253                                                           |
| Król Litwy                                 | - 1253 Mendog 1263                                                           |
| Cesarz Łaciński                            | - 1228 Baldwin II de Courtenay 1261                                          |
| Sułtan Maroka                              | - 1248 Abu Jahja Abu Bakr 1258                                               |
| Król Nawarry                               | - 1234 Tybald I 1253 - 1253 Tybald II 1270                                   |
| Król Norwegii                              | - 1217 Haakon IV Stary 1263                                                  |
| Hrabia Palatynatu                          | - 1227 Otton I Bawarski 1253 - 1253 Ludwik II Bawarski 1294                  |
| Papież                                     | - 1243 Innocenty IV 1254                                                     |
| Król Portugalii                            | - 1248 Alfons III 1279                                                       |
| Sułtan Rumu                                | - 1246 Kajkawus II 1260 - 1248 Kilidż Arslan IV 1265 - 1249 Kajkubad II 1257 |
| Książę Rusi halickiej                      | - 1238 Daniel II 1264                                                        |
| Cesarz Rzymski (niemiecki)                 | - 1250 Konrad IV 1254                                                        |
| Książę Saksonii                            | - 1212 Albrecht I 1260                                                       |
| Kapitanowie Regenci San Marino             | - 1253 Oddone Scarito Andrea Superchi 1253                                   |
| Król Serbii                                | - 1243 Stefan Urosz I 1276                                                   |
| Król Singasari                             | - 1248 Dżajawisznuwardhana 1268                                              |
| Król Szkocji                               | - 1249 Aleksander III 1286                                                   |
| Król Szwecji                               | - 1250 Waldemar Birgersson 1275                                              |
| Doża Wenecji                               | - 1252 Raniero Zeno 1268                                                     |
| Król Węgier                                | - 1235 Bela IV 1270                                                          |
| Wielki mistrz zakonu krzyżackiego          | - 1252 Poppo von Osterna 1256                                                |

Rok 1253 / MCCLIII
stulecia: XII wiek ~
XIII wiek ~
XIV wiek

lata: 1243 «
1248 «
1249 «
1250 «
1251 «
1252 «
1253
» 1254
» 1255
» 1256
» 1257
» 1258
» 1263

## Wydarzenia w Polsce
- 27 lutego – książę Bolesław V Wstydliwy nadał prawa miejskie Bochni.
- 23 kwietnia – książęta wielkopolscy Przemysł I i Bolesław Pobożny lokowali Poznań na prawie niemieckim.
- 13 grudnia – książę Konrad I lokował Głogów na lewym brzegu Odry oraz nadał mu prawa miejskie.

- Brandenburczycy rozpoczęli budowę Frankfurtu. Nad dolną Wartą założyli tak zwaną Nową Marchię.
- Brandenburgia opanowała Kostrzyn oraz miasto Chojna, należące dotąd do Pomorza Zachodniego.
- Władający wspólnie od 1241 r. Wielkopolską Bolesław Pobożny i Przemysł I podzielili kraj między siebie. Bolesław Pobożny osiadł w Gnieźnie, Przemysł I zaś w Poznaniu i Kaliszu.        * Nadanie praw miejskich miastu Śrem

## Wydarzenia na świecie
- 6 lipca – Mendog został koronowany na króla Litwy.
- 12 lipca – Frankfurt nad Odrą otrzymał prawa miejskie.
- 9 sierpnia – papież Innocenty IV zatwierdził Regułę św. Klary Dziewicy.
- 8 września – papież Innocenty IV kanonizował biskupa krakowskiego Stanisława ze Szczepanowa, zamordowanego w 1079 roku na rozkaz króla Bolesława Szczodrego.
- 7 października - Daniel I Romanowicz koronowany przez Opizona, legata papieża Innocentego IV, na jedynego w historii króla Rusi
- 27 grudnia - (lub w kwietniu 1254) – flamandzki franciszkanin, misjonarz i podróżnik Wilhelm z Rubruk dotarł z misją od króla Francji Ludwika IX na dwór wielkiego chana mongolskiego Mongke. Celem wyprawy było wybadanie czy chan byłby skłonny przyjąć wiarę chrześcijańską i stać się sojusznikiem w walce z Turkami.

- W Paryżu Robert de Sorbon założył collegium (Collège de Sorbonne), które potem przekształciło się w paryski uniwersytet.

## Urodzili się
- 17 października – Iwo z Bretanii, francuski prawnik, święty katolicki (zm. 1303)

## Zmarli
- 6 marca – Róża z Viterbo, włoska tercjarka franciszkańska, święta katolicka (ur. 1233)
- 12 marca – Fina z San Gimignano, włoska święta katolicka (ur. 1238)
- 3 kwietnia – Ryszard de Wyche, biskup Chichester, święty (ur. 1197)
- 8 lipca – Tybald IV, hrabia Szampanii i król Nawarry (ur. 1201)
- 11 sierpnia – Klara z Asyżu, święta, współzałożycielka klarysek (ur. 1193 lub 1194)
- 22 września:
  - Dōgen Kigen, mistrz zen, sprowadził do Japonii szkołę zen sōtō (ur. 1200)
  - Wacław I czeski, król Czech (ur. 1205)
- 16 listopada (lub 27 sierpnia) – Agnieszka z Asyżu, włoska klaryska, święta katolicka, siostra św. Klary (ur. 1197)